# Shawsville
Shawsville és una concentració de població designada pel cens dels Estats Units a l'estat de Virgínia. Segons el cens del 2000 tenia 1.029 habitants.

## Demografia
Segons el cens del 2000, Shawsville tenia 1.029 habitants, 431 habitatges, i 299 famílies. La densitat de població era de 171,2 habitants per km².
Dels 431 habitatges en un 35% hi vivien nens de menys de 18 anys, en un 49,2% hi vivien parelles casades, en un 12,5% dones solteres, i en un 30,6% no eren unitats familiars. En el 23,9% dels habitatges hi vivien persones soles el 7,7% de les quals corresponia a persones de 65 anys o més que vivien soles. El nombre mitjà de persones vivint en cada habitatge era de 2,39 i el nombre mitjà de persones que vivien en cada família era de 2,79.
Per edats la població es repartia de la següent manera: un 25,6% tenia menys de 18 anys, un 8,6% entre 18 i 24, un 31,6% entre 25 i 44, un 24,3% de 45 a 60 i un 10% 65 anys o més.
L'edat mediana era de 34 anys. Per cada 100 dones de 18 o més anys hi havia 94,4 homes.
La renda mediana per habitatge era de 31.953 $ i la renda mediana per família de 36.667 $. Els homes tenien una renda mediana de 32.679 $ mentre que les dones 19.783 $. La renda per capita de la població era de 27.174 $. Entorn del 6,9% de les famílies i el 10,2% de la població estaven per davall del llindar de pobresa.

## Poblacions properes
El següent diagrama mostra les poblacions més properes.